# Chicago
Chicago (phiên âm: "Si-ca-gâu" - /ʃɪˈkɑːɡoʊ/ ⓘ shih-KAH-goh, cũng như /ʃɪˈkɔːɡoʊ/ shih-KAW-goh tại địa phương) là thành phố đông dân thứ ba tại Hoa Kỳ, và là thành phố đông dân nhất tiểu bang Illinois và Trung Tây Hoa Kỳ. Vùng đô thị Chicago là nơi cư trú của 9,5 triệu người và là vùng đô thị lớn thứ ba tại Hoa Kỳ. Chicago là thủ phủ của quận Cook.
Chicago được hợp nhất thành một thành phố vào năm 1837, với vị trí nằm gần một dòng nước chuyển tải giữa Ngũ Đại Hồ và lưu vực sông Mississippi, và trải qua phát triển nhanh chóng vào giữa thế kỷ 19. Ngày nay, thành phố là một trung tâm quốc tế về tài chính, thương nghiệp, công nghiệp, kỹ nghệ, truyền thông, và giao thông. Chicago là một thành phố toàn cầu có thứ hạng cao.
Văn hóa Chicago có những đóng góp cho các nghệ thuật thị giác, tiểu thuyết, điện ảnh, sân khấu, âm nhạc, đặc biệt là jazz, blues, soul, và là nơi khởi nguồn của nhạc house. Thành phố có nhiều biệt danh, chúng phản ánh các ấn tượng và đánh giá về Chicago trong lịch sử và đương đại, được biết đến nhiều nhất là "Thành phố lộng gió" và "Thành phố thứ nhì".

## Lịch sử
Tên gọi "Chicago" bắt nguồn từ một bản dịch tiếng Pháp của từ shikaakwa trong ngôn ngữ Miami-Illinois của người da đỏ, có nghĩa là "hành dại" hay "tỏi dại". Một hồi ký của Robert de LaSalle vào khoảng năm 1679 có nói về "Checagou", và đây cũng là đề cập đầu tiên được biết đến về địa điểm mà nay là Chicago. Trong hành trình vào năm 1688 của mình, Henri Joutel có ghi lại rằng tỏi dại, được gọi là "chicagoua," mọc nhiều trong khu vực.
Vào giữa thế kỷ 18, người da đỏ Potawatomi định cư tại khu vực, họ chiếm đất của người Miami và Sauk và Fox. Thập niên 1780 xuất hiện việc có người định cư phi thổ dân đầu tiên được biết đến tại Chicago, đó là Jean Baptiste Point du Sable, ông có nguồn gốc châu Phi và châu Âu.
Năm 1795, sau Chiến tranh Da đỏ Tây Bắc, một khu vực mà sau trở thành một phần của Chicago được các bộ lạc thổ dân chuyển giao cho Hoa Kỳ để làm một đồn quân sự theo như Hiệp định Greenville. Năm 1803, Lục quân Hoa Kỳ xây dựng pháo đài Dearborn, song công trình bị phá hủy trong Chiến tranh năm 1812, cụ thể là trận Dearborn và sau đó được xây dựng lại. Các bộ lạc Ottawa, Ojibwe, và Potawatomi nhượng thêm đất cho Hoa Kỳ theo Hiệp định St. Luois năm 1816. Người Potawatomi cuối cùng bị buộc phải dời khỏi vùng đất của họ sau Hiệp định Chicago vào năm 1833.
Ngày 12 tháng 8 năm, 1833, thị trấn Chicago được tổ chức và có dân số khoảng 200. Trong vòng bảy năm, dân số thị trấn tăng lên trên 4.000. Thành phố Chicago được hợp nhất vào Thứ Bảy, 4 tháng 3 năm 1837 và trở thành thành phố phát triển nhanh nhất trên thế giới trong một số thập niên. Thành phố có Chuyển tải Chicago, nổi lên thành một trung tâm giao thông quan trọng giữa miền đông và miền tây Hoa Kỳ. Tuyến đường sắt đầu tiên của Chicago là Đường sắt Liên hiệp Galena và Chicago được khánh thành vào năm 1848. Kênh Illinois và Michigan cũng được khánh thành trong cùng năm, cho phép thuyền hơi nước và thuyền buồm trên Ngũ Đại Hồ kết nối được với sông Mississippi. Do có kinh tế phồn thịnh, cư dân từ các cộng đồng nông thôn và người nhập cư ngoại quốc di cư tới Chicago. Các lĩnh vực chế tạo, bán lẻ và tài chính chiếm ưu thế trong kinh tế thành phố, có ảnh hưởng đối với kinh tế Hoa Kỳ. Sở giao dịch thương phẩm Chicago (thành lập năm 1848) liệt kê những hợp đồng kỳ hạn đầu tiên đã được chuẩn hóa để 'giao dịch', gọi là các hợp đồng tương lai.
Trong những thập niên 1850 và 1860, các kỹ sư đã tiến hành nâng cao nền móng của khu vực trung tâm Chicago. Các con đường, vỉa hè và tòa nhà được nâng lên độ cao mới bằng những con đội. Năm 1871, Đại hỏa hoạn Chicago xảy ra, phá hủy một khu vực lớn của thành phố vào thời điểm đó. Trong giai đoạn tái thiết, tòa nhà chọc trời đầu tiên trên thế giới được xây dựng tại Chicago, sử dụng khung thép. Nền kinh tế hưng thịnh của Chicago thu hút một lượng lớn di dân mới từ châu Âu và di dân từ miền Đông Hoa Kỳ. Năm 1900, không dưới 77% tổng dân số của thành phố sinh tại nước ngoài, hoặc sinh tại Hoa Kỳ với cha mẹ ngoại quốc. Người Đức, Ireland, Ba Lan, Thụy Điển, và Séc chiếm gần hai phần ba trong số cư dân sinh tại ngoại quốc (năm 1900, người da trắng chiếm 98,1% dân số thành phố).
Trong giai đoạn Chiến tranh thế giới thứ nhất và thập niên 1920, ngành công nghiệp của Chicago được mở rộng mạnh, thu hút nhiều người da đen từ miền Nam đến để tìm việc làm. Từ năm 1910 đến 1930, số người da đen tại Chicago tăng từ 44.103 lên 233.903. Hàng trăm người da đen di chuyển đến thành phố trong Đại di cư, những người mới đến có ảnh hưởng lớn về văn hóa, được gọi là Phục hưng da đen Chicago, một phần của Phong trào Da đen Mới, trong nghệ thuật, văn học, và âm nhạc.
Ngày 2 tháng 12 năm 1942, nhà vật lý học Enrico Fermi thực hiện phản ứng hạt nhân có kiểm soát đầu tiên trên thế giới tại Đại học Chicago, đây là một phần trong Dự án Manhattan tối mật. Điều này dẫn đến việc Hoa Kỳ chế tạo ra bom nguyên tử, và sử dụng nó trong Chiến tranh thế giới thứ hai.
Bắt đầu từ thập niên 1960, giống như hầu hết thành phố tại Hoa Kỳ, nhiều cư dân da trắng của thành phố chuyển đến vùng ngoại ô, các khu phố biến đổi hoàn toàn về phương diện chủng tộc. Thay đổi kết cấu trong công nghiệp khiến những công nhân tay nghề thấp chịu ảnh hưởng nặng nề. Năm 1966, Martin Luther King, Jr. và Albert Raby lãnh đạo Phong trào Tự do Chicago, phong trào lên đến đỉnh với các hiệp định giữa Thị trưởng và các lãnh đạo phong trào. Các dự án xây dựng lớn được tiến hành trong thời gian nhiệm kỳ của Richard J. Daley, gồm có tháp Sears (nay gọi là Willis Tower), Đại học Illinois ở Chicago, McCormick Place, và Sân bay quốc tế O'Hare. Năm 1979, Jane Byrne đắc cử, trở thành nữ thị trưởng đầu tiên của thành phố. Năm 1983, Harold Washington trở thành thị trưởng người da đen đầu tiên của Chicago. Trong nhiệm kỳ đầu tiên của ông, chính quyền chú ý đến các khu phố thiểu số nghèo và bị lãng quên trước đó.

## Địa lý
Chicago nằm ở đông bắc bộ tiểu bang Illinois, trên bờ tây nam của hồ Michigan. Đây là thành phố chính của vùng đô thị Chicago tại Trung Tây Hoa Kỳ và vùng Ngũ Đại Hồ. Chicago nằm trên một đường phân thủy lục địa tại điểm Chuyển tải Chicago, nối lưu vực sông Mississippi và lưu vực Ngũ Đại Hồ. Thành phố nằm bên hồ nước ngọt Michigan rộng lớn, và hai sông là sông Chicago qua trung tâm và sông Calumet chảy qua vùng công nghiệp South Side. Lịch sử và kinh tế của Chicago gắn chặt với hồ Michigan. Phần lớn vận chuyển hàng hóa bằng đường thủy của khu vực trước đây sử dụng sông Chicago, song hiện nay các tàu to chở hàng trên hồ sử dụng cảng Lake Calumet tại South Side. Hồ Michigan giúp điều hòa khí hậu cho Chicago; khiến cho các khu phố ven hồ có chút ấm hơn vào mùa đông và mát hơn vào mùa hạ.

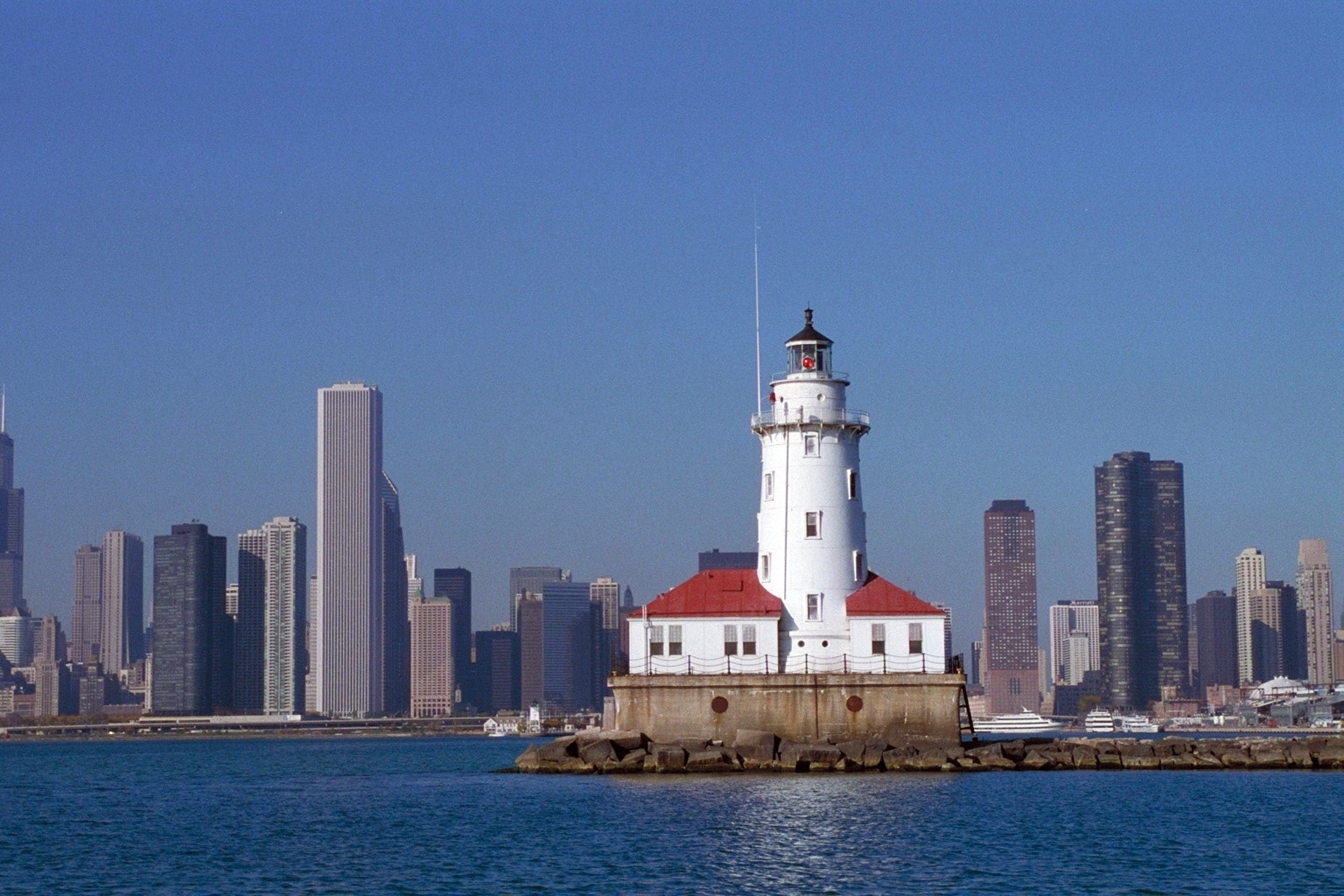
nhà hải đăng cảng Chicago

Độ dốc tổng thể của trung tâm thành phố, các khu vực được xây dựng, là tương đối phù hợp do bằng phẳng tự nhiên, ít có khác biệt giữa các nơi. Cao độ mặt đất bình quân là 579 ft (176 m) trên mực nước biển. Các điểm thấp nhất nằm dọc theo bờ hồ với cao độ 578 ft (176 m), còn điểm cao nhất là đỉnh băng tích Blue Island có cao độ 672 ft (205 m) ở xa về phía nam.
Một tên gọi không chính thức của toàn bộ vùng đô thị Chicago là "Chicagoland". Không có định nghĩa chính xác cho "Chicagoland", song nó thường có nghĩa là gọi chung thành phố cùng các khu ngoại ô. Báo Chicago Tribune xác định thuật ngữ này gồm có thành phố Chicago, phần còn lại của quận Cook, và tám quận lân cận thuộc tiểu bang Illinois: Lake, McHenry, DuPage, Kane, Kendall, Grundy, Will và Kankakee, và ba quận thuộc tiểu bang Indiana: Lake, Porter và LaPorte.
| Dữ liệu khí hậu của Chicago (sân bay Midway), trung bình 1981–2010, cực độ 1928−nay | Dữ liệu khí hậu của Chicago (sân bay Midway), trung bình 1981–2010, cực độ 1928−nay | Dữ liệu khí hậu của Chicago (sân bay Midway), trung bình 1981–2010, cực độ 1928−nay | Dữ liệu khí hậu của Chicago (sân bay Midway), trung bình 1981–2010, cực độ 1928−nay | Dữ liệu khí hậu của Chicago (sân bay Midway), trung bình 1981–2010, cực độ 1928−nay | Dữ liệu khí hậu của Chicago (sân bay Midway), trung bình 1981–2010, cực độ 1928−nay | Dữ liệu khí hậu của Chicago (sân bay Midway), trung bình 1981–2010, cực độ 1928−nay | Dữ liệu khí hậu của Chicago (sân bay Midway), trung bình 1981–2010, cực độ 1928−nay | Dữ liệu khí hậu của Chicago (sân bay Midway), trung bình 1981–2010, cực độ 1928−nay | Dữ liệu khí hậu của Chicago (sân bay Midway), trung bình 1981–2010, cực độ 1928−nay | Dữ liệu khí hậu của Chicago (sân bay Midway), trung bình 1981–2010, cực độ 1928−nay | Dữ liệu khí hậu của Chicago (sân bay Midway), trung bình 1981–2010, cực độ 1928−nay | Dữ liệu khí hậu của Chicago (sân bay Midway), trung bình 1981–2010, cực độ 1928−nay | Dữ liệu khí hậu của Chicago (sân bay Midway), trung bình 1981–2010, cực độ 1928−nay |
| Tháng                                                                               | 1                                                                                   | 2                                                                                   | 3                                                                                   | 4                                                                                   | 5                                                                                   | 6                                                                                   | 7                                                                                   | 8                                                                                   | 9                                                                                   | 10                                                                                  | 11                                                                                  | 12                                                                                  | Năm                                                                                 |
| ----------------------------------------------------------------------------------- | ----------------------------------------------------------------------------------- | ----------------------------------------------------------------------------------- | ----------------------------------------------------------------------------------- | ----------------------------------------------------------------------------------- | ----------------------------------------------------------------------------------- | ----------------------------------------------------------------------------------- | ----------------------------------------------------------------------------------- | ----------------------------------------------------------------------------------- | ----------------------------------------------------------------------------------- | ----------------------------------------------------------------------------------- | ----------------------------------------------------------------------------------- | ----------------------------------------------------------------------------------- | ----------------------------------------------------------------------------------- |
| Cao kỉ lục °F (°C)                                                                  | 67 (19)                                                                             | 75 (24)                                                                             | 86 (30)                                                                             | 92 (33)                                                                             | 102 (39)                                                                            | 107 (42)                                                                            | 109 (43)                                                                            | 102 (39)                                                                            | 101 (38)                                                                            | 94 (34)                                                                             | 81 (27)                                                                             | 72 (22)                                                                             | 109 (43)                                                                            |
| Trung bình ngày tối đa °F (°C)                                                      | 31.5 (−0.3)                                                                         | 35.8 (2.1)                                                                          | 46.8 (8.2)                                                                          | 59.2 (15.1)                                                                         | 70.2 (21.2)                                                                         | 79.9 (26.6)                                                                         | 84.2 (29.0)                                                                         | 82.1 (27.8)                                                                         | 75.3 (24.1)                                                                         | 62.8 (17.1)                                                                         | 48.6 (9.2)                                                                          | 35.3 (1.8)                                                                          | 59.4 (15.2)                                                                         |
| Tối thiểu trung bình ngày °F (°C)                                                   | 18.2 (−7.7)                                                                         | 21.7 (−5.7)                                                                         | 30.9 (−0.6)                                                                         | 41.7 (5.4)                                                                          | 51.6 (10.9)                                                                         | 62.1 (16.7)                                                                         | 67.5 (19.7)                                                                         | 66.2 (19.0)                                                                         | 57.5 (14.2)                                                                         | 45.7 (7.6)                                                                          | 34.5 (1.4)                                                                          | 22.7 (−5.2)                                                                         | 43.5 (6.4)                                                                          |
| Thấp kỉ lục °F (°C)                                                                 | −25 (−32)                                                                           | −20 (−29)                                                                           | −7 (−22)                                                                            | 10 (−12)                                                                            | 28 (−2)                                                                             | 35 (2)                                                                              | 46 (8)                                                                              | 43 (6)                                                                              | 34 (1)                                                                              | 20 (−7)                                                                             | −3 (−19)                                                                            | −20 (−29)                                                                           | −25 (−32)                                                                           |
| Lượng Giáng thủy trung bình inches (mm)                                             | 2.06 (52)                                                                           | 1.94 (49)                                                                           | 2.72 (69)                                                                           | 3.64 (92)                                                                           | 4.13 (105)                                                                          | 4.06 (103)                                                                          | 4.01 (102)                                                                          | 3.99 (101)                                                                          | 3.31 (84)                                                                           | 3.24 (82)                                                                           | 3.42 (87)                                                                           | 2.57 (65)                                                                           | 39.09 (993)                                                                         |
| Lượng tuyết rơi trung bình inches (cm)                                              | 11.5 (29)                                                                           | 9.1 (23)                                                                            | 5.4 (14)                                                                            | 1.0 (2.5)                                                                           | trace                                                                               | 0.0 (0.0)                                                                           | 0.0 (0.0)                                                                           | 0.0 (0.0)                                                                           | 0.0 (0.0)                                                                           | 0.1 (0.25)                                                                          | 1.3 (3.3)                                                                           | 8.7 (22)                                                                            | 37.1 (94)                                                                           |
| Số ngày giáng thủy trung bình (≥ 0.01 in)                                           | 10.7                                                                                | 8.8                                                                                 | 11.2                                                                                | 11.1                                                                                | 11.4                                                                                | 10.3                                                                                | 9.9                                                                                 | 9.0                                                                                 | 8.2                                                                                 | 10.2                                                                                | 11.2                                                                                | 11.1                                                                                | 123.1                                                                               |
| Số ngày tuyết rơi trung bình (≥ 0.1 in)                                             | 8.1                                                                                 | 5.5                                                                                 | 3.8                                                                                 | 0.7                                                                                 | 0.0                                                                                 | 0.0                                                                                 | 0.0                                                                                 | 0.0                                                                                 | 0.0                                                                                 | 0.1                                                                                 | 1.8                                                                                 | 6.7                                                                                 | 26.7                                                                                |
| Nguồn: NOAA WRCC                                                                    |                                                                                     |                                                                                     |                                                                                     |                                                                                     |                                                                                     |                                                                                     |                                                                                     |                                                                                     |                                                                                     |                                                                                     |                                                                                     |                                                                                     |                                                                                     |

| Dữ liệu khí hậu của Chicago (sân bay quốc tế O'Hare), trung bình 1981–2010, cực độ 1871–nay | Dữ liệu khí hậu của Chicago (sân bay quốc tế O'Hare), trung bình 1981–2010, cực độ 1871–nay | Dữ liệu khí hậu của Chicago (sân bay quốc tế O'Hare), trung bình 1981–2010, cực độ 1871–nay | Dữ liệu khí hậu của Chicago (sân bay quốc tế O'Hare), trung bình 1981–2010, cực độ 1871–nay | Dữ liệu khí hậu của Chicago (sân bay quốc tế O'Hare), trung bình 1981–2010, cực độ 1871–nay | Dữ liệu khí hậu của Chicago (sân bay quốc tế O'Hare), trung bình 1981–2010, cực độ 1871–nay | Dữ liệu khí hậu của Chicago (sân bay quốc tế O'Hare), trung bình 1981–2010, cực độ 1871–nay | Dữ liệu khí hậu của Chicago (sân bay quốc tế O'Hare), trung bình 1981–2010, cực độ 1871–nay | Dữ liệu khí hậu của Chicago (sân bay quốc tế O'Hare), trung bình 1981–2010, cực độ 1871–nay | Dữ liệu khí hậu của Chicago (sân bay quốc tế O'Hare), trung bình 1981–2010, cực độ 1871–nay | Dữ liệu khí hậu của Chicago (sân bay quốc tế O'Hare), trung bình 1981–2010, cực độ 1871–nay | Dữ liệu khí hậu của Chicago (sân bay quốc tế O'Hare), trung bình 1981–2010, cực độ 1871–nay | Dữ liệu khí hậu của Chicago (sân bay quốc tế O'Hare), trung bình 1981–2010, cực độ 1871–nay | Dữ liệu khí hậu của Chicago (sân bay quốc tế O'Hare), trung bình 1981–2010, cực độ 1871–nay |
| Tháng                                                                                       | 1                                                                                           | 2                                                                                           | 3                                                                                           | 4                                                                                           | 5                                                                                           | 6                                                                                           | 7                                                                                           | 8                                                                                           | 9                                                                                           | 10                                                                                          | 11                                                                                          | 12                                                                                          | Năm                                                                                         |
| ------------------------------------------------------------------------------------------- | ------------------------------------------------------------------------------------------- | ------------------------------------------------------------------------------------------- | ------------------------------------------------------------------------------------------- | ------------------------------------------------------------------------------------------- | ------------------------------------------------------------------------------------------- | ------------------------------------------------------------------------------------------- | ------------------------------------------------------------------------------------------- | ------------------------------------------------------------------------------------------- | ------------------------------------------------------------------------------------------- | ------------------------------------------------------------------------------------------- | ------------------------------------------------------------------------------------------- | ------------------------------------------------------------------------------------------- | ------------------------------------------------------------------------------------------- |
| Cao kỉ lục °F (°C)                                                                          | 67 (19)                                                                                     | 75 (24)                                                                                     | 88 (31)                                                                                     | 91 (33)                                                                                     | 98 (37)                                                                                     | 104 (40)                                                                                    | 105 (41)                                                                                    | 102 (39)                                                                                    | 101 (38)                                                                                    | 94 (34)                                                                                     | 81 (27)                                                                                     | 71 (22)                                                                                     | 105 (41)                                                                                    |
| Trung bình ngày tối đa °F (°C)                                                              | 31.0 (−0.6)                                                                                 | 35.3 (1.8)                                                                                  | 46.6 (8.1)                                                                                  | 59.0 (15.0)                                                                                 | 70.0 (21.1)                                                                                 | 79.7 (26.5)                                                                                 | 84.1 (28.9)                                                                                 | 81.9 (27.7)                                                                                 | 74.8 (23.8)                                                                                 | 62.3 (16.8)                                                                                 | 48.2 (9.0)                                                                                  | 34.8 (1.6)                                                                                  | 59.1 (15.1)                                                                                 |
| Tối thiểu trung bình ngày °F (°C)                                                           | 16.5 (−8.6)                                                                                 | 20.1 (−6.6)                                                                                 | 29.2 (−1.6)                                                                                 | 38.8 (3.8)                                                                                  | 48.3 (9.1)                                                                                  | 58.1 (14.5)                                                                                 | 63.9 (17.7)                                                                                 | 62.9 (17.2)                                                                                 | 54.3 (12.4)                                                                                 | 42.8 (6.0)                                                                                  | 32.4 (0.2)                                                                                  | 20.7 (−6.3)                                                                                 | 40.8 (4.9)                                                                                  |
| Thấp kỉ lục °F (°C)                                                                         | −27 (−33)                                                                                   | −21 (−29)                                                                                   | −12 (−24)                                                                                   | 7 (−14)                                                                                     | 27 (−3)                                                                                     | 35 (2)                                                                                      | 45 (7)                                                                                      | 42 (6)                                                                                      | 29 (−2)                                                                                     | 14 (−10)                                                                                    | −2 (−19)                                                                                    | −25 (−32)                                                                                   | −27 (−33)                                                                                   |
| Lượng Giáng thủy trung bình inches (mm)                                                     | 1.73 (44)                                                                                   | 1.79 (45)                                                                                   | 2.50 (64)                                                                                   | 3.38 (86)                                                                                   | 3.68 (93)                                                                                   | 3.45 (88)                                                                                   | 3.70 (94)                                                                                   | 4.90 (124)                                                                                  | 3.21 (82)                                                                                   | 3.15 (80)                                                                                   | 3.15 (80)                                                                                   | 2.25 (57)                                                                                   | 36.89 (937)                                                                                 |
| Lượng tuyết rơi trung bình inches (cm)                                                      | 10.8 (27)                                                                                   | 9.1 (23)                                                                                    | 5.6 (14)                                                                                    | 1.2 (3.0)                                                                                   | trace                                                                                       | 0.0 (0.0)                                                                                   | 0.0 (0.0)                                                                                   | 0.0 (0.0)                                                                                   | 0.0 (0.0)                                                                                   | 0.2 (0.51)                                                                                  | 1.2 (3.0)                                                                                   | 8.2 (21)                                                                                    | 36.3 (92)                                                                                   |
| Số ngày giáng thủy trung bình (≥ 0.01 in)                                                   | 10.5                                                                                        | 8.8                                                                                         | 11.1                                                                                        | 12.0                                                                                        | 11.6                                                                                        | 10.2                                                                                        | 9.8                                                                                         | 9.8                                                                                         | 8.3                                                                                         | 10.2                                                                                        | 10.8                                                                                        | 11.0                                                                                        | 124.1                                                                                       |
| Số ngày tuyết rơi trung bình (≥ 0.1 in)                                                     | 8.2                                                                                         | 5.9                                                                                         | 4.2                                                                                         | 0.9                                                                                         | 0.0                                                                                         | 0.0                                                                                         | 0.0                                                                                         | 0.0                                                                                         | 0.0                                                                                         | 0.2                                                                                         | 1.7                                                                                         | 6.9                                                                                         | 28.0                                                                                        |
| Độ ẩm tương đối trung bình (%)                                                              | 72.2                                                                                        | 71.6                                                                                        | 69.7                                                                                        | 64.9                                                                                        | 64.1                                                                                        | 65.6                                                                                        | 68.5                                                                                        | 70.7                                                                                        | 71.1                                                                                        | 68.6                                                                                        | 72.5                                                                                        | 75.5                                                                                        | 69.6                                                                                        |
| Số giờ nắng trung bình tháng                                                                | 135.8                                                                                       | 136.2                                                                                       | 187.0                                                                                       | 215.3                                                                                       | 281.9                                                                                       | 311.4                                                                                       | 318.4                                                                                       | 283.0                                                                                       | 226.6                                                                                       | 193.2                                                                                       | 113.3                                                                                       | 106.3                                                                                       | 2.508,4                                                                                     |
| Phần trăm nắng có thể                                                                       | 46                                                                                          | 46                                                                                          | 51                                                                                          | 54                                                                                          | 62                                                                                          | 68                                                                                          | 69                                                                                          | 66                                                                                          | 60                                                                                          | 56                                                                                          | 38                                                                                          | 37                                                                                          | 56                                                                                          |
| Nguồn: NOAA (độ ẩm, nắng 1961–1990)                                                         |                                                                                             |                                                                                             |                                                                                             |                                                                                             |                                                                                             |                                                                                             |                                                                                             |                                                                                             |                                                                                             |                                                                                             |                                                                                             |                                                                                             |                                                                                             |

## Nhân khẩu
| Thành phần chủng tộc                                               | 2010  | 1990  | 1970  | 1940  |
| ------------------------------------------------------------------ | ----- | ----- | ----- | ----- |
| người Da trắng                                                     | 45,0% | 45,4% | 65,6% | 91,7% |
| phi Hispanic                                                       | 31,7% | 37,9% | 59,0% | 91,2% |
| người Da đen/ người Mỹ gốc Phi                                     | 32,9% | 39,1% | 32,7% | 8,2%  |
| người gốc Mỹ Latinh hay Iberia Hispanic hay Latino (mọi chủng tộc) | 28,9% | 19,6% | 7,4%  | 0,5%  |
| người gốc Á                                                        | 5,5%  | 3,7%  | 0,9%  | 0,1%  |

Trong 100 năm đầu, Chicago là một trong các thành phố phát triển nhanh nhất trên thế giới. Khi thành lập thành phố vào năm 1833, có ít hơn 200 người định cư tại đây, nơi đương thời là vùng biên giới của Hoa Kỳ. Trong cuộc điều tra nhân khẩu đầu tiên của thành phố, được tiến hành bảy năm sau đó, dân số đạt trên 4.000. Trong khoảng thời gian bốn mươi năm, dân số thành phố tăng từ mức gần 30.000 vào năm 1850 lên trên 1 triệu vào năm 1890. Lúc kết thúc thế kỷ 19, Chicago là thành phố lớn thứ năm trên thế giới, và lớn nhất trong số các thành phố xuất hiện sau thời điểm bắt đầu thế kỷ 19. Trong vòng 60 năm sau Đại hỏa hoạn Chicago năm 1871, dân số tăng từ khoảng 300.000 lên trên 3 triệu, và đạt 3,6 triệu người trong điều tra nhân khẩu năm 1950, đây là con số cao nhất từng ghi nhận được.
Từ hai thập niên cuối của thế kỷ 19, Chicago là điểm đến của các làn sóng nhập cư từ Nam, Trung và Đông Âu, như người Ý, người Do Thái, người Ba Lan, người Bosnia, và người Séc. Giai cấp công nhân công nghiệp của thành phố có nền tảng là các dân tộc gốc Âu này, giai cấp này được bổ sung bằng một dòng người Mỹ gốc Phi từ miền Nam Hoa Kỳ, và dân số của người Da đen tại Chicago tăng gấp đôi từ năm 1910 đến 1920 và lại tăng gấp đôi từ năm 1920 đến 1930. Đại đa số người Da đen Hoa Kỳ chuyển đến Chicago trong những năm này tụ tập tại một khu vực được gọi là "Vành đai Đen" tại South Side. Năm 1930, hai phần ba số người Mỹ gốc Phi tại Chicago sống tại các khu vực mà người Da đen chiếm khoảng 90% dân số. South Side của Chicago là nơi tập trung đông người Da đen đô thị thứ nhì tại Hoa Kỳ, sau Harlem tại New York.
Theo điều tra nhân khẩu năm 2010, có 2.695.598 người với 1.045.560 hộ gia đình tại Chicago. Trên một nửa dân số của tiểu bang Illinois sống tại vùng đô thị Chicago. Chicago là thành phố lớn nhất tại siêu đô thị Ngũ Đại Hồ.
Dân cư gốc Mỹ Latinh hoặc Iberia (Hispanic) chiếm 28,9% tổng dân số thành phố: 21,4% là người Mexico, 3,8% là người Puerto Rico, 0,7% là người Guatemala, 0,6% là người Ecuador, 0,3% là người Cuba, 0,3% là người Colombia, 0,2% là người Honduras, 0,2% là người El Salvador, 0,2% là người Peru. Người da trắng phi Hispanic giảm từ 59% vào năm 1970 xuống 31,7% vào năm 2010. Theo số liệu của Cơ quan Nghiên cứu cộng đồng Hoa Kỳ vào năm 2011, các tổ tiên người Âu lớn nhất là: người Ireland: (208.562), người Đức: (201.863), người Ba Lan: (165.177), người Ý (102.188), người Anh (66.107).
Nhiều lãnh đạo tôn giáo thế giới từng đến Chicago, bao gồm mẹ Teresa và Đạt Lai Lạt Ma thứ 14. Giáo hoàng Gioan Phaolô II đến Chicago vào năm 1979 trong chuyến công du đầu tiên của ông tới Hoa Kỳ sau khi được bầu làm giáo hoàng.

## Kinh tế

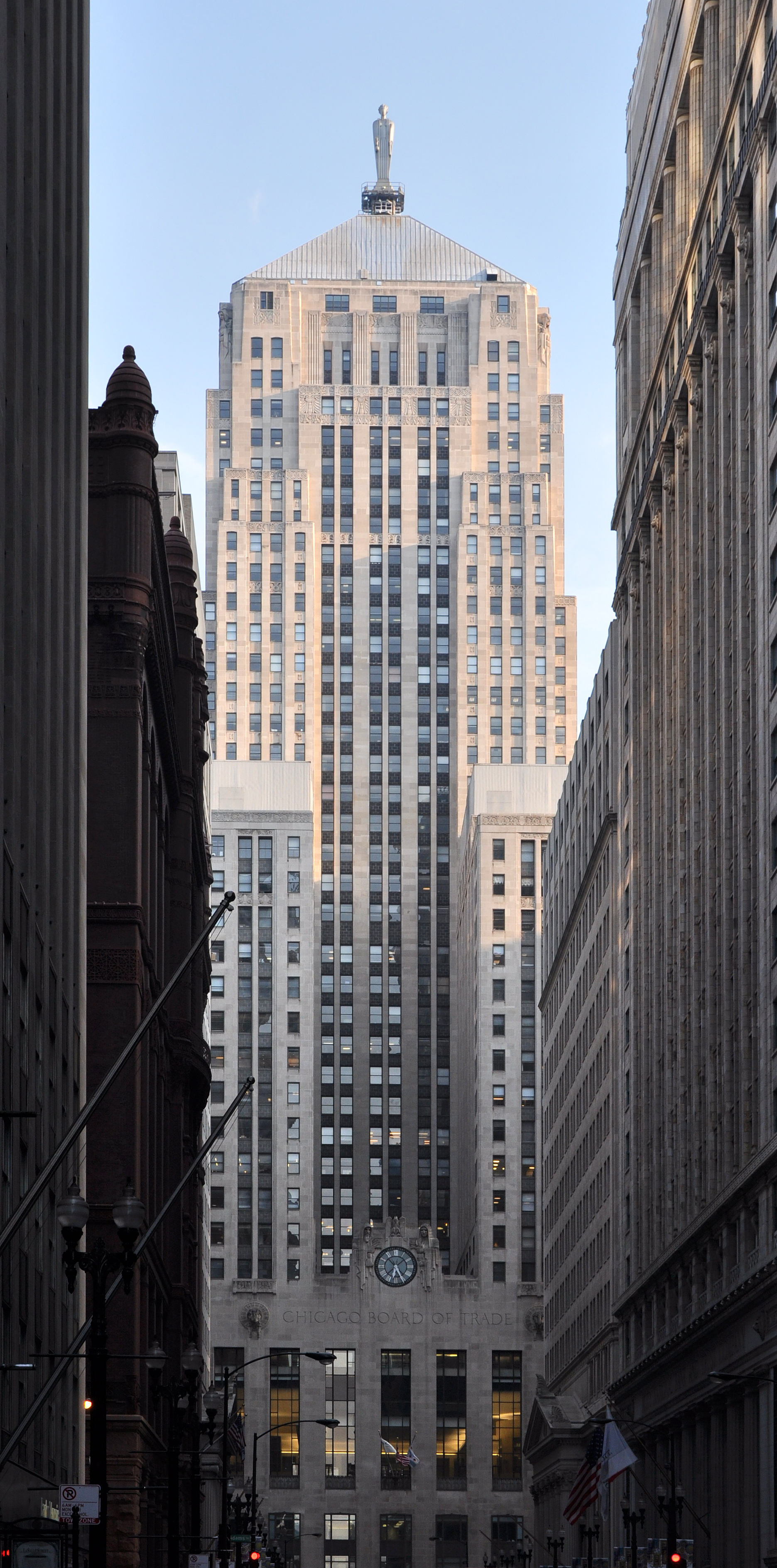
Tòa nhà sàn giao dịch mậu dịch Chicago

Theo ước tính năm 2010, Chicago có tổng sản phẩm đại đô thị cao thứ ba tại Hoa Kỳ, với xấp xỉ 532 tỷ USD, chỉ đứng sau các quần thể đô thị New York và Los Angeles. Thành phố cũng được đánh giá là có kinh tế cân bằng nhất tại Hoa Kỳ, do đa dạng hóa ở mức cao. Năm 2007, Chicago được xác định là trung tâm kinh doanh quan trọng thứ tư trên thế giới theo chỉ số các trung tâm thương nghiệp toàn cầu MasterCard. Ngoài ra, vùng đô thị Chicago ghi nhận số lượng lớn nhất các cơ sở công ty mới hoặc mở rộng tại Hoa Kỳ trong sáu năm trong giai đoạn từ 2001 đến 2008. Vùng đô thị Chicago có lực lượng lao động khoa học và kỹ thuật lớn thứ ba toàn quốc. Năm 2009, Chicago xếp thứ 29 trong danh sách của UBS về các thành thị giàu nhất thế giới.
Chicago là một trung tâm tài chính lớn trên thế giới, có khu thương nghiệp trung tâm lớn thứ hai tại Hoa Kỳ. Thành phố là nơi đặt trụ sở của Ngân hàng Dự trữ Liên bang tại Chicago, là một trong 12 ngân hàng dự trữ cấp vùng của Hoa Kỳ. Thành phố có các sở giao dịch tài chính và hợp đồng tương lai, bao gồm Sở giao dịch chứng khoán Chicago, CBOE, Sở giao dịch hàng hóa Chicago (the "Merc"), CBOT. Tập đoàn CME Group có trụ sở tại Chicago, và sở hữu the "Merc", CBOT, NYMEX, COMEX và Dow Jones Indexes. Có thể do ảnh hưởng từ học phái kinh tế Chicago, thành phố cũng có một số thị trường giao dịch các hợp đồng bất thường như khí thải (sở giao dịch khí hậu Chicago) và chỉ số phong cách công bằng (trên sở giao dịch hợp đồng tương lai Hoa Kỳ]). Ngân hàng Chase có trụ sở thương mại và bán lẻ của họ tại tháp Chase tại Chicago. Vùng đô thị Chicago là nơi có nguồn lao động lớn thứ hai tại Hoa Kỳ với khoảng 4,25 triệu người lao động.  In addition, the state of Illinois is home to 66 Fortune 1000 companies, including those in Chicago. Chế tạo, in ấn, xuất bản và chế biến thực phẩm cũng đóng các vai trò quan trọng trong kinh tế của thành phố.
Chicago là một địa điểm lớn về tổ chức hội nghị trên thế giới, trung tâm hội nghị chính của thành phố là nhà McCormick. Với bốn tòa nhà liền nhau, đây là trung tâm hội nghị lớn nhất tại Hoa Kỳ và lớn thứ ba trên thế giới. Chicago cũng xếp hạng ba tại Hoa Kỳ (sau Las Vegas và Orlando) về số lượng hội nghị tổ chức hàng năm. Năm 2012, Chicago đón 34,07 triệu du khách thư nhàn nội địa, 10,92 triệu du khách thương vụ nội địa và 1,369 triệu du khách hải ngoại, các du khách đóng góp trên 12,8 tỷ USD cho kinh tế Chicago.

## Giáo dục
Thành phố Chicago có nhiều trường đại học đa dạng. Trong số những trường đại học thuộc Top 10 trường đại học nổi tiếng của Mỹ có Đại học Chicago và Đại học Northwestern (Northwestern University) là ở Chicago. Ngoài ra, Chicago còn có những trường đại học lớn khác như Đại học DePaul, Đại học Illinois ở Chicago, Học viện Kỹ thuật Illinois, Đại học Loyola Chicago, Trường thuộc Viện Nghệ thuật Chicago cùng nhiều trường khác.